# CBAO Groupe Attijariwafa bank
CBAO Groupe Attijariwafa bank est la première banque sénégalaise, filiale du groupe financier marocain Attijariwafa bank.
Fondée en 1853, c'est aussi la plus ancienne banque de l'Afrique de l'Ouest.

## Histoire

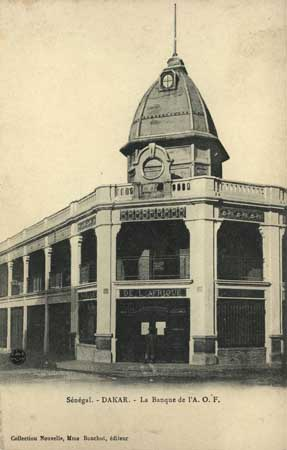
La BAO à Dakar vers 1904

Fondée par un décret de Napoléon III le 21 décembre 1853, la CBAO (Compagnie bancaire de l’Afrique occidentale) porte d'abord le nom de Banque du Sénégal et son siège se trouve alors à Saint-Louis – de fait la capitale de l'empire colonial naissant. C'est le premier établissement de crédit local, voulu par Faidherbe pour limiter la dépendance des négociants sénégalais à l'égard des financiers français.
En 1867 une agence s'ouvre à Gorée, l'autre pôle commercial de la région. Puis, lorsque Dakar prend une importance croissante, la BDS de Saint-Louis y est transférée en 1884. Rufisque – une autre des « Quatre communes » – est à son tour dotée d'une agence en 1899.

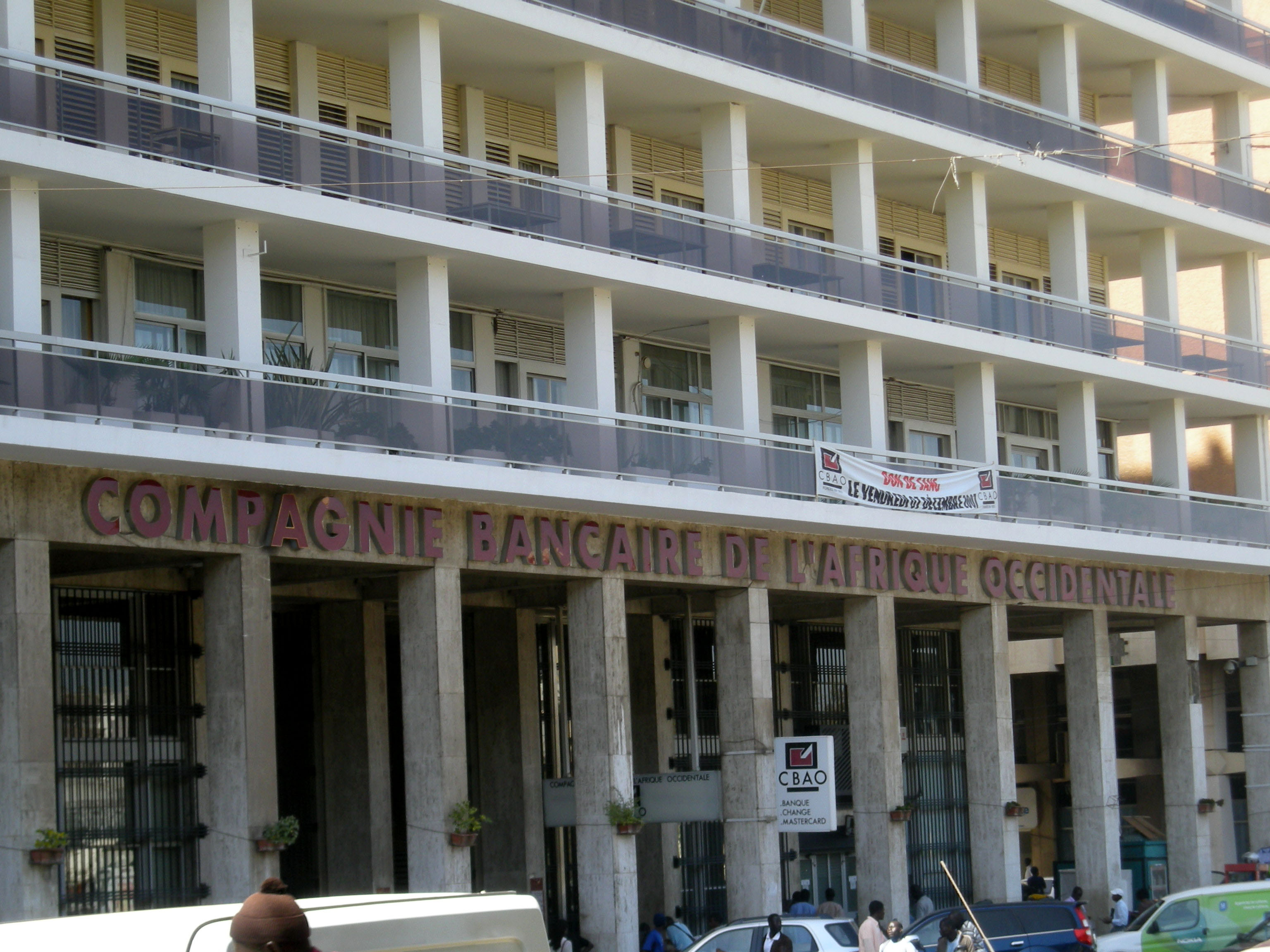
Siège de la CBAO sur la place de l'Indépendance à Dakar

En 1901 la BDS est transformée en Banque de l'Afrique Occidentale (BAO). À l'origine banque de prêt et d'escompte, elle dispose désormais du privilège d'émission, ce qui la dispense d'un vote double de l'Assemblée nationale et du Sénat et lui permet en outre d'étendre sa sphère d'influence géographique. Ses attributions sont également élargies et elle devient ainsi un élément moteur dans la mise en valeur de la colonie.
Le siège de la BAO se trouve maintenant à Paris, mais son réseau ne cesse de s'étendre le long de la côte occidentale de l'Afrique. Conakry, Porto-Novo, Grand-Bassam sont tour à tour équipés de bureaux et, en 1903, un nouvel immeuble est investi sur la place du marché Kermel à Dakar. L'expansion se poursuit après la Première Guerre mondiale, vers Lomé, Bamako, Brazzaville Kaolack ou Cotonou, et la banque conserve son privilège d'émission.

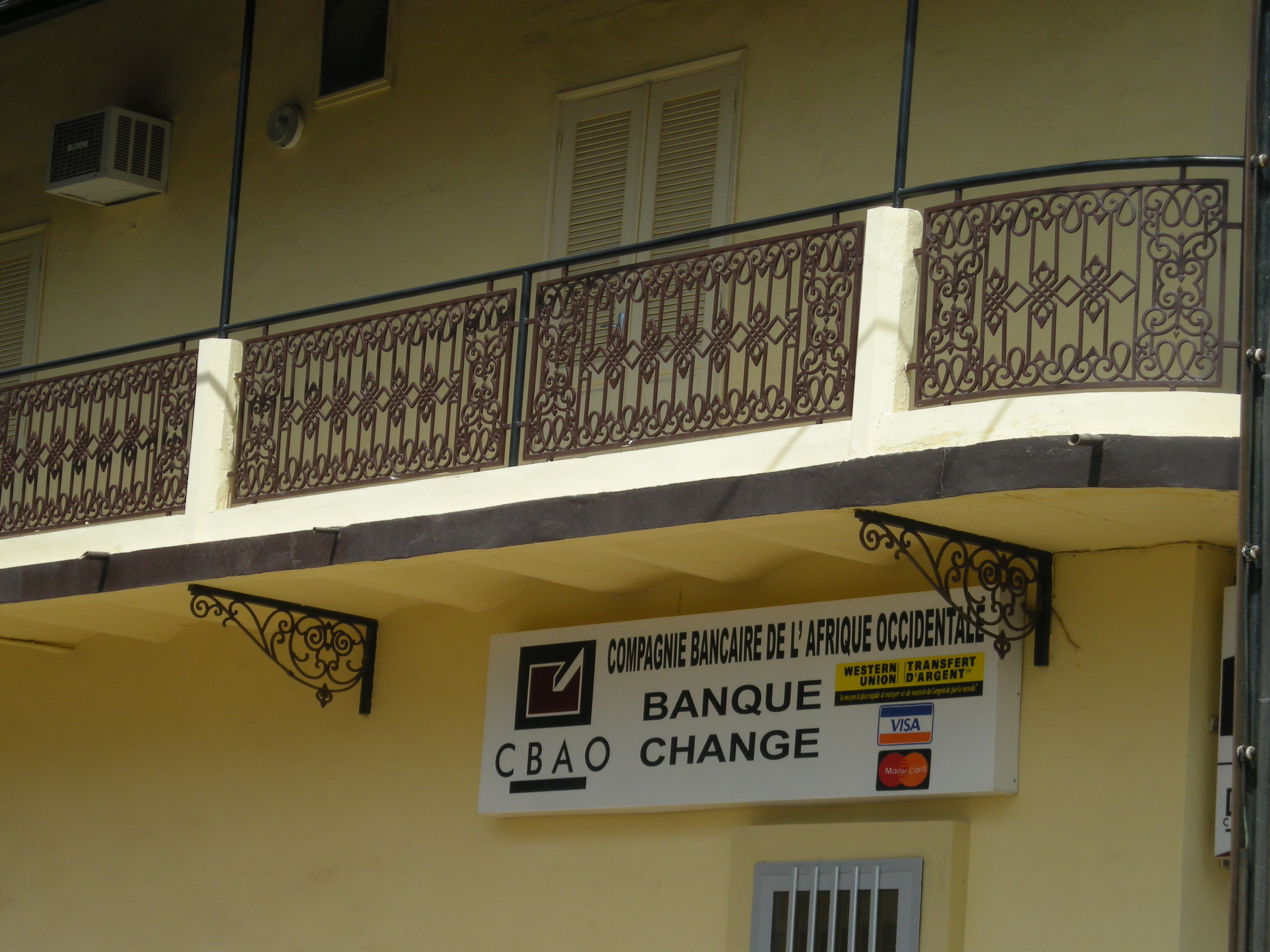
La CBAO à Ziguinchor

En décembre 1945 le franc CFA devient la monnaie légale des territoires français d'Afrique noire et le gouvernement français envisage la nationalisation de la BAO, mais les parlementaires africains – et notamment Lamine Guèye – font échouer ce projet.
En 1955 l'émission des billets est confiée à un Institut d'émission de l'Afrique occidentale française et du Togo, nouvellement créé. Au début des années 1960, lorsque de nombreux pays africains accèdent à l'indépendance, la BAO dispose de 38 sièges en Afrique et contribue de manière significative au financement de nombreuses infrastructures dans les nouveaux pays, tels que la Côte d'Ivoire ou le Sénégal. La BAO s'unit en 1965 à la First National City Bank of New York pour créer la Banque internationale pour l'Afrique occidentale (BIAO).
Les turbulences politiques dans certains pays, les aléas climatiques, les réformes monétaires, puis le second  choc pétrolier ainsi que certains dysfonctionnements internes mettent le groupe en difficulté à la fin des années 1980. En 1989, la BIAO connait de graves difficultés qui aboutiront à sa liquidation en tant qu'entité unique. La BIAO se scinde en plusieurs banques, dont la BIAO Sénégal avec 3 succursales. La banque change de dénomination en 1993, devenant la Compagnie bancaire de l'Afrique Occidentale. Au Sénégal le groupe Mimran détiendra les trois-quarts du capital social, pour 9 % à l'État et 15 % à des fonds privés.

### Banque sénégalo-tunisienne
Issue d'un accord signé le 4 février 1986 entre le Sénégal et la Tunisie, la Banque sénégalo-tunisienne fait en 1999 l'objet d'une profonde restructuration concernant à la fois son capital et son organisation. Le classement des 200 premières banques africaines situa la société à la 180e place en 2007 (178e l'année précédente). C'était la sixième banque sénégalaise dans ce palmarès annuel.
En décembre 2006, la Banque sénégalo-tunisienne fusionne avec Attijariwafa bank Sénégal pour former « Attijari Bank Sénégal ». S'appuyant sur un réseau de près d'une vingtaine d'agences et 220 collaborateurs. Le capital était détenu à hauteur de 66,67 % par Attijariwafa Bank, de 21 % par des privés sénégalais, de 7 % par la Société tunisienne de banque et de 5 % par l'État sénégalais.

### Naissance de CBAO Groupe Attijariwafa bank
En novembre 2007, le groupe marocain Attijariwafa bank a amorcé l’acquisition de 79,15 % du capital de la Compagnie Bancaire de l’Afrique Occidentale (CBAO) auprès du groupe Mimran.
En décembre 2008, la CBAO absorba Attijari Bank Sénégal, détenue également par Attijariwafa bank, formant le premier groupe bancaire sénégalais.

## Activités
En 2020 CBAO comptabilise près de 370 000 clients et dispose du premier réseau bancaire du Sénégal avec 91 agences sur toute l'étendue du territoire. Les offres et services de CBAO répondent aux besoins des clientèles : 
- Particuliers résidents
- Sénégalais de l’étranger
- Petites et Moyennes Entreprises et Très Petites Entreprises
- Grandes Entreprises et Entreprises publiques

### Succursales
CBAO Groupe Attijariwafa bank compte des succursales au Burkina Faso, Bénin et au Niger.

#### CBAO Burkina Faso
Depuis 2011 CBAO Burkina Faso offre une large gamme de produits et services répondant aux besoins des Grandes entreprises, PME-PMI, TPE et Particuliers.
CBAO Burkina Faso compte en 2020 un réseau de 6 agences entre les villes de Ouagadougou et Bobo Dioulasso.

#### CBAO Bénin
Née en 2015, CBAO Bénin propose des produits et services adaptés aux clientèles Grandes entreprises, PME-PMI, TPE et Particuliers. CBAO Bénin a son siège à Cotonou.

#### CBAO Niger
Crée 2013 CBAO Niger offre une gamme diversifiée de produits adaptés à sa clientèle des marchés Grandes entreprises, PME - PMI et Particuliers. Son siège se trouve dans la ville de Niamey.